# 城 (き)
城（き）は、城を表す古語。上代特殊仮名遣ではキ乙類。

## 百済語
『三国史記』地理志に、｢悦城県本百済悦己県｣（今の｢悦城｣県はもと百済の｢悦己｣県である）、｢潔城県本百済結己郡｣（今の｢潔城｣県はもと百済の｢結己｣郡である）という記述が見られる。これらの例は、“城”の意味を表す百済の言葉　'''キ'''(城)（百済語）が、漢字｢己｣の音で写されていたことを示している。
藤堂明保の推定によれば、｢己｣は上古音 [kɪəɡ]，中古音 [kɪei] となる。
李基文は、百済語で“城”を意味する語が [kɨ] であったことは確実とし、上代日本語の｢城（き乙）｣を百済語からの借用語と考える。
また城は「只」とも記されている。これは「只」の古代音が「キ」に近い読みであることを表している。

## 大和言葉
｢城（き）｣という語が独立して用いられた最も古い例は、『日本書紀』欽明天皇 23 年 7 月の条に見える次の歌謡 2 首である。
- 柯羅倶爾能　基能陪儞陀致底　於譜磨故幡　比例甫囉須母　耶魔等陛武岐底

韓国の　城の上に立ちて　大葉子は　領巾振らすも　日本へ向きて
- 柯羅倶爾能　基能陪儞陀々志　於譜磨故幡　比禮甫羅須彌喩　那儞婆陛武岐底

韓国の　城の上に立たし　大葉子は　領巾振らす見ゆ　難波へ向きて
城（き）は韓国（朝鮮半島）のものという認識をとどめていると考えられる。
｢城（き）｣が複合語の後部要素となる場合、古くは連濁を起こすことがなかった。これは外来語の特徴と考えられる。例：｢多加紀（高城）｣（『古事記』･神武天皇）、｢伊波歸（石城）｣（『常陸国風土記』･新治郡）。